# Tarján Tamás
Tarján Tamás (örmény születési nevén: Hovhannesian Arakhel) (Budapest, 1949. július 24. – 2017. szeptember 24.) József Attila-díjas (1986) örmény származású magyar irodalomtörténész, egyetemi tanár, színikritikus, dramaturg. Bor Ambrus író unokaöccse.

## Életpályája
1968–1973 között az Eötvös Loránd Tudományegyetem Bölcsészettudományi Kar magyar-néprajz szakos hallgatója volt. 1973 óta az Eötvös Loránd Tudományegyetem Bölcsészettudományi Karán a modern magyar irodalom tanszékének oktatója, docense. 1973–1990 között a Látóhatár szerkesztőbizottsági tagja volt. 1991–1998 között az Irodalomtörténet szerkesztőbizottságának tagja volt. 1991–1995 között a Könyvvilág felelős szerkesztőjeként dolgozott. 1997-től 10 évig az Iskolakultúra szerkesztőbizottsági tagja volt. 2006-ban a Fehér Klára irodalmi díj kuratóriumának tagja volt.
Irodalmi, film- és színházi kritikát, esszét, irodalmi paródiát (Reményi József Tamással) publikált, rendszeresen dolgozott a Magyar Rádiónak és a Magyar Televíziónak.

## Művei

### Esszék, tanulmányok, kritikák
- A magyar líra napjainkban. 1965–1976; TIT, Budapest, 1976 (Irodalmi előadások)
- Kortársi dráma. Arcképek és pályarajzok; Magvető, Budapest, 1983 (Elvek és utak)
- Százszorszínház (kritikák, 1983)
- Szentivánéji Vízkereszt (kritikák, 1988)
- A királynét megölni nem kell félnetek (kritikák, 1993)
- Egy tiszta tárgy találgatása (tanulmányok, 1994)
- Nagy László tekintete. A költő – mesterek és kortársak között (tanulmányok, 1994)
- Magyar irodalom 1945–1995 (műelemzések, Reményi József Tamással, 1996)
- Tres faciunt collegium (tanulmányok, 1997)
- Zivatar a publikumnak (kritikák, 1997)
- Örkény István: Tóték (műelemzések, 1998)
- Fényfüggöny (tanulmányok, 1999)
- Kengyelfutó (úton kortárs költők művei között, 2001)
- Szabadiskola (tanulmányok, bírálatok, 2002)
- Prosperónak nincs pálcája (színikritikák, 2003)
- Csendestárs (tanulmányok, esszék, bírálatok, 2003)
- Hét óra, színház-idő (színikritikák, 2004)
- Esti Szindbád (tanulmányok, esszék, bírálatok, 2005)
- Körnégyszög (2007)
- Színre színt (színikritikák, 2007)
- Könyvbölcső. Röpkritikák, 2002-2008; Kiss József, Budapest, 2008 (Könyvhét könyvek)
- Nyugat 100+1 (2009)
- Godot-ra tárva. Színikritikák; Savaria University Press, Szombathely, 2011 (Isis könyvek)
- Hegyre szőlőt. Tanulmányok, esszék, kritikák; Pont, Budapest, 2011
- Egy évad akváriuma. Színikritikák, 2009-2010; Noran Libro, Budapest, 2012
- Szemmagasságban. Olvasásírások; Pont, Budapest, 2013
- A tragédia emberei. Színikritikák, 2010-2011; Savaria University Press, Szombathely, 2014 (Isis-könyvek. Eszmetörténeti könyvtár)
- Szünet nélkül. Színikritikák, 2012-2013; Noran Libro, Budapest, 2014
- Fénymérő. Metszetek az újabb magyar költészetről; Tipp Cult, Budapest, 2015 (Parnasszus könyvek Magasles)
- A Nyugat égtájai – avagy: Vigasz az irodalomban? Esszék, tanulmányok; Pont, Budapest, 2016

### Életrajzok, monográfiák
- Nagy Lajos (1980)
- Bessenyei Ferenc (1983)
- Garas Dezső (1991)
- Nagy Lajos szobra. Esszék; Tarján Tamás, Budapest, 1992 (Z-füzetek)

### Irodalmi paródiák

Reményi József Tamással a Mindent hét lapra. Irodalmi paródiák című könyvben (Csigó László felvétele)

- Reményi József Tamás–Tarján Tamás: Írtok ti így? Paródiák ötven íróról és egy évtizedről; Kozmosz Könyvek, Budapest, 1980
- Mindent hét lapra (1981)
- Babérköszörű (1987)
- Ciróka-maróka (1995)
- Sírfirkák (1997)
- Susztermatt (1998)
- Reményi József Tamás–Tarján Tamás: Mindent hét lapra. Irodalmi paródiák; Syllabux, Budapest, 2013

### Tankönyvek, kvízkönyvek
- Irodalomtankönyv 12–13 éveseknek (1999)
- Szószóró (2002)
- Tényszóró (2002)
- Irodalomtankönyv 13–14 éveseknek (2003)

### Szerkesztések
- Balázs (szemelvénygyűjtemény, összeállítás, 1991)
- Fakutya. Párbajok, kártyacsaták, játékok, sportágak a magyar novellisztikában, 1890–1940; vál., szerk., előszó Tarján Tamás; Magyar Könyvklub, Budapest, 1994
- Tizenegy dressz. Focinovellák; vál., szerk., utószó Tarján Tamás; General Press, Budapest, 1996
- Virgonc szavak virgonc királya. In memoriam Tersánszky Józsi Jenő; vál., szerk., összeáll. Tarján Tamás; Nap, Budapest, 1999 (In memoriam)
- In memoriam Nagy Lajos. Kopaszok és hajasok világharca (2001)
- Mandulák és mandulafák. 102 év Nobel-díjas íróinak 201 gondolata. 1901-2002; vál., szerk. Tarján Tamás, General Press, Budapest, 2003
- 303 magyar regény, amit el kell olvasnod, mielőtt meghalsz; szerk. Tarján Tamás, GABO,  Budapest, 2009
- Akár a szülők. Réber László karikatúrái; szerk. Tarján Tamás; Libri, Budapest, 2013
- Felzengő állomások. Radnóti Színház, 1985-2015; szerk. Tarján Tamás; Radnóti Színház–Magvető, Budapest, 2016
- "Hajt az idő, nem vár". A Széchenyi Irodalmi és Művészeti Akadémia íróinak antológiája; vál., összeáll. Tarján Tamás, előszó Imre Flóra; Széchenyi Irodalmi és Művészeti Akadémia, Budapest, 2016

## Díjai, kitüntetései
- Kritikusi Nívódíj (1979)
- KISZ-díj (1981)
- Színikritikusok díja (1984, 1990)
- József Attila-díj (1986)
- Az irodalomtudományok kandidátusa (1991)
- MSZOSZ-díj (1991)
- Nagy Lajos-díj (1993)
- Pro Literatura díj (1995)
- Komlós Aladár-díj (1997)
- Fáma-díj (2005)
- Bárka-díj (2005)
- Alföld-díj (2009)
- A Magyar Köztársasági Érdemrend lovagkeresztje (2009)